# II. Charibert frank király
II. Charibert (608 – 632. április 8.) frank király Aquitániában  630-tól haláláig.
Miután édesapja, II. Chlothar 629-ben meghalt, az egész Frank Birodalom Charibert bátyjának, I. Dagobertnek jutott. 630-ban azonban Dagobert átadta öccsének Aquitania és Gascogne jó néhány körzetét, sőt még saját székvárosát, Toulouse-t is. Ám nemsokára Charibert a kiskorú fiával együtt gyilkosság áldozata lett, és területei ismét Dagobert birtokába jutottak.